# Генри, Джон Уильям
Джон Уилльям Генри II (англ. John William Henry II, род. 13 сентября 1949 года) — американский бизнесмен, финансист, основатель компании John W. Henry & Company (JWH). Является владельцем бейсбольного клуба «Бостон Ред Сокс» и футбольного клуба «Ливерпуль», совладельцем гоночной команды NASCAR Roush Fenway Racing. В марте 2006 года журнал Boston Magazine оценил состояние Джона Генри в 1,1 млрд долларов, но отметил недавние трудности в его компании.

## Карьера

### Финансовая деятельность
В 1976 году Джон Генри разработал инвестиционную стратегию под названием trend following (следование за трендом) — пошаговое управление капиталом и прибылью вне зависимости от рыночной стоимости товара. Компания John W. Henry & Company была основана в 1981 году и стала набирать клиентов в 1982 году. Компания занимается подбором торговых стратегий на основе трендов того или иного направления рынка, исключая при этом эмоциональную заинтересованность или другие субъективные факторы.

### Бейсбол
В детстве Джон Генри был поклонником бейсбольной команды «Сент-Луис Кардиналс», в особенности её тогдашней звезды Стэна Музиала. После удачного бизнес-старта, в 1989 году Генри приобрёл клуб низшей лиги под названием «Тусон Торос». Он так же является одним из основателей Главной профессиональной ассоциации бейсбола, став совладельцем победителей этой лиги в 1989—1990 годах — команды «Вест Палм Бич», где в качестве менеджера работал бывший менеджер «Бостон Ред Сокс» 1960-х годов Дик Уильямс. В 1990 году продал свою долю в «Вест Палм Бич» и начал вести переговоры о покупке одной из команд, таких как баскетбольная «Орландо Мэджик», проявляя интерес и к клубам НХЛ. Переключившись на Главную лигу бейсбола в 1991 году, Генри рассматривал возможность покупки «Нью-Йорк Янкис», а в 1999 году за 158 млн приобрёл команду «Флорида Марлинс», однако в январе 2002 года продал её и одновременно с этим совместно с Томом Вернером и New York Times Company приобрёл у компании Yawkey Trust и Джоша Харрингтона клуб Главной лиги «Бостон Ред Сокс». Взяв в партнёры Ларри Луччино, Генри, задавшись целью снять «Проклятие Бамбино», привёл команду к первому за многие годы чемпионскому трофею 2004 году, когда «Ред Сокс» выиграли мировую серию, обыграв давних фаворитов Генри «Сент-Луис Кардиналс». Генри также отстоял стадион Фенвей Парк в качестве домашней арены команды после того, как предыдущий владелец «Ред Сокс» планировал построить новый стадион по соседству.

### Fenway Sports Group
В 2002 году Генри и Вернер основали компанию New England Sports Ventures, сменившую в 2011 году название на Fenway Sports Group. В октябре 2010 года компания приобрела британский футбольный клуб «Ливерпуль». Помимо «Ливерпуля», Fenway Sports Group владеет «Бостон Ред Сокс», 80 % акций вещательной сети New England Sports Network, ареной «Фенуэй Парк» и компанией Fenway Sports Group, занимающейся спортивным менеджментом. В 2007 году Генри приобрел 50 % акций гоночной команды NASCAR Roush Fenway Racing.

## В популярной культуре
Небольшую роль Джона Генри в фильме 2011 года «Человек, который изменил всё» исполнил актёр Арлисс Ховард.